# Al Boston
Al Boston (* 8. Januar 1968 in Mainz; bürgerlich Achim Kliebsch) ist ein Sänger und Songschreiber, der in den 1980er Jahren vor allem im Rhein-Main-Gebiet auftrat.

## Leben
Der Künstler machte sich zunächst mit Countrysongs und klassischem Rock and Roll in der Mainzer Musikszene einen Namen. Das Pseudonym Al Boston entstand dadurch, dass der Sänger nach neuen musikalischen Ausdrucksmöglichkeiten suchte und sein Name auch für ein internationales Publikum erkennbar und aussprechbar sein sollte.
Mit dem Johnny-Cash-Song I'd Still Be There erreichte Boston 1983 beim Mainzer Talentwettbewerb Talentbörse in der Kategorie „Gesang“ (Goldene Erfolgsleiter) den ersten Platz. Nach dem Sieg folgten Auftritte im gesamten Rhein-Main-Gebiet und auch im europäischen Ausland, wie zum Beispiel St. Gallen in der Schweiz.
Erste eigene Kompositionen wie Strange Voice Callin‘ (1984), Just One More Ride (Erfolgsleiter in Bronze in der Sparte „Neukompositionen“ der Talentbörse) und das 1986 auf Deutsch eingespielte Der Trucker wurden dank verschiedener Sendungen des Hessischen Rundfunks (u. a. „HR3 Trucker Time“) bekannt. Unter seinem Geburtsnamen Achim "Larry" Kliebsch wurde der Titel Good Ole Rock'n'Roll auf der LP Mayence Rock 88 veröffentlicht. Durch diesen Titel erhielt der Sänger auch die Möglichkeit, seine Musik einem Fernsehpublikum nahezubringen, da Good Ole Rock'n'Roll auch in der SWF-Sendung „Blick Ins Land“ vertreten war. Die späten 80er und frühen 90er Jahre wurden durch eine intensive Zusammenarbeit mit dem Südwestfunk in Mainz geprägt. Al Boston wurde sowohl in Rundfunksendungen („Mainzer Musikmarkt“) als auch im Fernsehsendungen wie der „Abendschau“ vorgestellt.
Durch längere Aufenthalte in Arizona und berufliche Veränderungen trat Al Boston seit Mitte der 1990er Jahre nur noch selten in der Öffentlichkeit in Erscheinung. Allerdings gibt es zuweilen Ausnahmen.
Al-Boston-Musik ist heute noch im Schallarchiv des Südwestrundfunks abrufbar. Auf YouTube ist er mit seiner Version von The Ballad of Paladin vertreten, live aufgenommen 2008 im Ryman Auditorium (der ehemaligen Grand Ole Opry) in Nashville, Tennessee. Als Livekünstler war Al Boston im November 2008 in Bad Kreuznach zu sehen, als er anlässlich des 50. Jahrestages der Begegnung Konrad Adenauers mit Charles de Gaulle die französischen Rock-Songs Plein soleil und C'est en France darbot.
Im April 2014 erfolgte die Veröffentlichung ausgewählter Songs auf dem Album Highway 41: The Eighties Tracks auf WOM/Indiewerk, welches einige auf Vinyl erschienene Titel zum ersten Mal auf CD wieder zugänglich macht.

## Diskographie

### Alben
- 1988: Good Ole Rock'n'Roll
- 2014: Highway 41: The Eighties Tracks

### Singles
- 1989: Highway 41 / Good Ole Rock'n'Roll
- 1990: Wer wagt wirklich zu leben